# Zbigniew Jasiński (adwokat)
Zbigniew Jakub Kazimierz Jasiński (ur. 14 stycznia 1888 w Warszawie, zm. 21 lutego 1948) – polski adwokat, działacz społeczny i polityczny, radny Wilna, poseł na Sejm Litwy Środkowej.  

## Życiorys
W 1906 ukończył szkołę realną w Wilnie. Studiował na uniwersytetach w Wiedniu, Paryżu i Dorpacie. W 1911 ukończył prawo na Uniwersytecie Dorpackim. W trakcie studiów należał do Konwentu Polonia. W 1908 był członkiem komisji do rewizji praw, a rok później członkiem komisji do ułożenia kartelu z Arkonią. Był także członkiem Związku Młodzieży Polskiej „Zet”.   
Od 1912 należał do Ligi Narodowej. W tym samym roku był członkiem Polskiego Centralnego Komitetu Wyborczego Miasta Wilna w wyborach do IV Dumy. Podczas wkraczania Niemców na Wileńszczyznę należał do Straży Obywatelskiej. W trakcie okupacji niemieckiej nauczał w wileńskich gimnazjach. Należał także do Polskiej Organizacji Wojskowej.  
Był radnym pierwszej rady miejskiej w Wilnie. W jego mieszkaniu 19 grudnia 1919 zdecydowano o przeniesieniu Konwentu Polonia do Wilna. Trzy lata później był twórcą Wileńskiego Koła Filistrów Konwentu Polonia. W latach 1920-1921 współredagował wileńskie wydanie „Rzeczpospolitej”. W 1922 został wybrany posłem na Sejm Litwy Środkowej z listy Polskiego Centralnego Komitetu Wyborczego w okręgu nr IX (Wilno miasto). W Sejmie zasiadał w klubie Zespołu Stronnictw i Ugrupowań Narodowych. Należał do komisji: regulaminowej, politycznej, interpelacyjnej oraz głównej. Przemawiając na posiedzeniach Sejmu reprezentował stanowisko inkorporacyjne, krytykując koncepcje federacyjne i autonomiczne. Został wystawiony przez swój klub na kandydata do delegacji Sejmu Litwy Środkowej do Warszawy, jednak ostatecznie nie został wybrany.  
Aplikację adwokacką odbywał w Wilnie u adw. Jana Buyki. W 1923 został członkiem Rady Adwokackiej w Wilnie. W latach 1927-1928 wchodził w skład Naczelnej Rady Adwokackiej. W latach 1931-1935 był wicedziekanem Rady Adwokackiej w Wilnie. Sprawował też w ramach niej m.in. funkcję rzecznika dyscyplinarnego. W 1936 został ponownie wybrany do Naczelnej Rady Adwokackiej, gdzie został powołany do Wydziału Wykonawczego i na członka Wyższego Sądu Dyscyplinarnego. Był również członkiem Zarządu Głównego oraz prezesem Wileńskiego Oddziału Związku Adwokatów Polskich. Należał do Wileńskiego Towarzystwa Prawniczego im. Daniłowicza.      
W 1924 został wiceprezesem Rady Nadzorczej Spółdzielczego Banku Ludowego w Wilnie. Należał do Towarzystwa Przyjaciół Nauk w Wilnie. W 1926 został wybrany delegatem lub zastępcą delegata do Drugiej Rady Kasy Chorych Wilna z listy wyborczej nr 8 (Związki i Organizacje Polskich Pracodawców). W 1927 został wybrany członkiem komisji rozjemczej Okręgu Wileńskiego Stowarzyszenia Dowborczyków. Od 1928 był prezesem okręgu wileńskiego Polskiego Towarzystwa Gimnastycznego „Sokół”. Pełnił funkcję doradcy prawnego zarządu okręgowego Zjednoczenia Kolejowców Polskich w Wilnie. Należał do Stronnictwa Narodowego. W wyborach w 1930 kandydował do Senatu z Listy Narodowej w okręgu wileńskim. W 1931 podpisał list prawników w obronie więźniów brzeskich. Był obrońcą redaktora „Dziennika Wileńskiego”, Stanisława Cywińskiego, w głośnym procesie o obrazę Józefa Piłsudskiego. Posiadał folwark Mesyna zlokalizowany pod Wilnem.      
W marcu 1940 został wybrany zastępcą członka miejskiej komisji mieszkaniowej w Wilnie. W lecie 1940 wraz z rodziną uciekł z Wilna. Po przekroczeniu granicy znalazł się w niemieckim obozie przejściowym. Po wojnie praktykował jako adwokat w Olsztynie.
Zmarł 21 lutego 1948. Został pochowany na cmentarzu Powązkowskim w Warszawie (kwatera 32-6-36). 

## Rodzina
Był synem Edwarda Cypriana Jasińskiego, więźnia politycznego w carskiej Rosji i działacza społecznego, oraz Pauliny Michaliny z Niewiarowskich. 9 kwietnia 1914 w kościele św. Franciszka i św. Bernardyna w Wilnie ożenił się z Marią Kurowską. Miał córkę Irenę po mężu Brochocką, również adwokatkę, oraz synów: Tadeusza i Edwarda.